# Juan Carlos Martínez Sinisterra
Juan Carlos Martínez Sinisterra (Timbiquí, Cauca) es un político colombiano. Martínez fue electo por el Partido Convergencia Ciudadana como senador en 2002 y 2006. Fue procesado y condenado por parapolítica, la condena se basó en el testimonio del extraditado jefe paramilitar Ever Veloza, alias 'H.H.', quien aseguró que Martínez recibió apoyo del Bloque Calima de las Autodefensas Unidas de Colombia para las elecciones legislativas de Colombia de 2006. El 15 de marzo de 2012 un juez le dio del beneficio de prisión domiciliaria y obtuvo libertad condicional el 26 de junio de 2012 por cumplir tres quintas partes de su condena. Días después fue recapturado para rendir indagatoria por un nuevo proceso, esta vez es investigado por narcotráfico y posteriormente por su participación en el intento de fraude en las elecciones regionales atípicas de Valle del Cauca de 2012.
Martínez Sinisterra construyó su poder político en cercanía al reconocido Clan Abadía en el suroccidente de Colombia.[cita requerida] Durante su permanencia en la cárcel en Barranquilla y en pleno proceso electoral de elecciones fue autorizado para salir del penal en avioneta privada hacia el Valle del Cauca en donde realizó sendas visitas de carácter político y electoral.[cita requerida] El permiso fue otorgado por el entonces Ministro de Justicia Germán Vargas Lleras.[cita requerida] Martínez Sinisterra ha sido vinculado con múltiples hechos de corrupción y violencia política en el suroccidente de Colombia, particularmente en la ciudad de Buenaventura.[cita requerida] En 2019 Martínez Sinisterra continúa ejerciendo influencia en alcaldías y elecciones locales en el Pacífico colombiano a través de diferentes partidos emergentes como el PIN (Partido de Integración Nacional) , el cual creó con otro político convicto estando en prisión.[cita requerida]

## Congresista de Colombia
En las elecciones legislativas de Colombia de 2002, Martínez Sinisterra fue elegido senador de la república de Colombia con un total de 58.723 votos. Posteriormente en las elecciones legislativas de Colombia de 2006, Martínez Sinisterra fue reelecto senador de la república de Colombia con un total de 62.077 votos, siendo el segundo con mayor votación de su Partido Convergencia Ciudadana.

### Iniciativas
El legado legislativo de Juan Carlos Martínez Sinisterra se identificó por su participación en las siguientes iniciativas desde el congreso:

- Crear la estampilla prodesarrollo de la Universidad del Valle (Archivado).[10]
- Reglamentar el régimen de inhabilidades, para aspirantes a cargos de elección popular (Archivado).[11]
- Ampliar el período de los Magistrados de la Corte Constitucional, Corte Suprema de Justicia, Consejo de Estado y Consejo Superior de la Judicatura de ocho a doce años (Aprobado).[12]
- Darle la oportunidad a ciudadanos y personas jurídicas de actualizar los registros de las armas de fuego legalmente adquiridas (Aprobado).[13]

## Carrera política

### Partidos políticos
A lo largo de su carrera ha representado los siguientes partidos:
| Partido político               | Fecha Inicio        | Fecha Fin           |
| Partido Convergencia Ciudadana | 20 de julio de 2006 | 15 de abril de 2010 |
| Movimiento Popular Unido       | 20 de julio de 2002 | 19 de julio de 2006 |

(alianza democrática nacional ADN)
(Partido de Integración Nacional PIN)
(Movimiento de Inclusión y Oportunidades MIO)
(Opción Ciudadana)

### Cargos públicos
Entre los cargos públicos ocupados por Juan Carlos Martínez Sinisterra, se identifican:
| Cargo público           | Partido político               | Fecha Inicio        | Fecha Fin               |
| Senador de la República | Partido Convergencia Ciudadana | 20 de julio de 2006 | 19 de julio de 2010     |
| Senador de la República | Movimiento Popular Unido       | 20 de julio de 2002 | 19 de julio de 2006     |
| Diputado Asamblea Valle |                                | 1 de enero de 1998  | 31 de diciembre de 2000 |